# Kaštel Gomilica
Kaštel Gomilica mjesto je u sastavu grada Kaštela, drugo po redu iz smjera Splita prema Trogiru smješteno uz obalu Kaštelanskog zaljeva.

## Povijest
Kaštel Gomilicu su naselili žitelji Gornje i Donje Kozice pošto su Turci 1532. razorili ta naselja. Naime, selo Kozica ili Kozice odnosno Opatičino Selo spominje se 1521. prigodom kupnje jednog vinograda od 6 vretena koji se nalazio na zemlji s donje strane Kozice (Opatičinog Sela). Položaj kupljenog vinograda dokazuje da se Kozica nije prostirala do mora, kako su to ranije tvrdili neki povjesničari.
Splitske benediktinke su izgradile svoj kaštel radi zaštite seljaka koji su radili na njihovim posjedima u zapadnom dijelu Dilata. Ovaj se kaštel u službenim dokumentima nazivao Opatičin kaštel (Castel Abbadessa), a narod ga je nazvao Gomilica po obližnjem lokalitetu ili možda po hridi na kojoj je sagrađen.
Na susjednoj hridi obitelj Butković sagradila je svoj kaštel, bio je povezan s kopnom kamenim mostom na četiri luka i pokretnim mostom.
Selo Kozica spominje se još 1525. kada je splitski kanonik Juraj Celidonio dao na obradu 5 vreteni zemljišta u Dilatu blizu vode sela Kozice jednom težaku uz trećinu dohotka.
Ime se također navodi i u popisu splitskog kneza I.B.Molina iz 1525.

## Zanimljivosti
Stara i nova crkva sv. Jeronima
Stara crkva sv. Jeronima bila je sagrađena oko 1600. godine, a nalazila se izvan starog naselja oko Kaštilca. 
Na istom mjestu, gdje se nalazila stara crkva, podignuta je druga, posvećena istom svecu. Sagrađena je 1731. god., kako se vidi iz natpisa nad glavnim ulaznim portalom. To je jednobrodna lađa s četvrtastom apsidom. Iznad pročelja je rozeta, a nad njom zvonik na preslicu s tri okna. U lađi su sa svake strane po tri ovalna barokna prozora, a u prezbiteriju po jedan. 
U ovoj crkvi bilo je nekoliko grobnica, među njima i grobnica benediktinki koja se nalazila ispred oltara Sv. Benedikta. Otkad je sagrađena nova župska crkva 1914. godine, ova crkva više ne služi za bogoslužje jer su iz nje svi oltari preneseni u novu crkvu sv. Jeronima.
Nova župska crkva sv. Jeronima sagrađena je u obliku velike lađe, s malim kapelicama koje tvore lukovi u unutrašnjosti crkve. Nad ovim kapelama krov je dosta niži što daje dojam da crkva ima dvije manje i kraće pokrajne lađe. Uz prostrani prezbiterij sa zapadne strane podignut je zvonik, a s istočne strane sakristija. Veliki oltar, s kolonama od raznobojnog mramora, baroknog je stila. Na zapadnoj strani nalaze se oltari sv. Benedikta i Sv. Križa. Na oltaru sv. Benedikta ističe se pala, rad venecijanskog slikara Gaspara Diziarija, učenika velikog majstora mletačkog rokokoa Sebastijana Riccija. Oltar Sv. Križa ima impresivno drveno raspelo koje je izrezbario franjevac Provincije sv. Jeronima fra Fulgencije Bakotić u 18. st. Crkva je obnovljena 1990.
Crkva sv. Kuzme i Damjana
U neposrednoj blizini nove crkve je i romanička crkva sv. Kuzme i Damjana iz 12. st. pred kojom se nalaze ostaci nekoliko sarkofaga na starokršćanskom groblju. Ova crkva je spomenuta kao župska crkva sela Kozice 1495. godine. 
Na crkvi su samo jedna vrata, romaničkog izgleda s lukom od klesanog kamena. Prozor do vrata pravokutnog je oblika i otvoren je kasnije, kao i zapadni prozor na južnom crkvenom zidu. Istočni prozor na južnom zidu potječe od prvih preinaka ove romaničke crkve, jer je po svom stilu gotički. Sjeverno od crkve otkrivena je građevina usporedna sa sjevernim zidom crkve, a njezin istočni zid nalazi se u produženju istočnog crkvenog zida. Imao je nesumnjivo romboidni tlocrt kao i crkva, što upućuje na međusobnu ovisnost u gradnji obiju građevina. 
Romboidni tlocrt crkve, oblik apside, spolije na zidu trijema, možda naknadno uzidani kockasti kapiteli, isto kao i trajanje nastanjenosti ovog područja od antike do danas daju naslutiti da se radi o starokršćanskom podrijetlu nalazišta, što je utvrđeno otkrivanjem sarkofaga iz 5. – 6. st.
Ispred crkve raste hrast medunac star 700, a po nekim izvorima čak i 900 godina koji je 1996. zaštićen kao spomenik prirode.
Dio pete sezone serije Igra prijestolja sniman je u Kaštel Gomilici.

## Stanovništvo
Godine 1553. na prostoru K.Gomilice živjelo je 60 do 70 stanovnika, a 1603. oko 200.
Godine 1725. stanovnika je bilo između 260 i 270, dok ih je 1840. bilo 404.
Godine 1900. ovdje su živjele 103 obitelji i 568 stanovnika, a 1916. 120 obitelji i 600 stanovnika.
Godine 1981. u mjestu je bilo 2968 stanovnika, dok ih je u inozemstvu bilo 147. Ukupno 3115.
Godine 1991. u K. Gomilici živi 3577 stanovnika, a u inozemstvu ih je bilo 169. Ukupno 3746. 
Prema popisu stanovništva iz 2001. godine Kaštel Gomilica je imala 4 075 stanovnika, a prema prvim rezultatima popisa stanovništva u 2011. u Kaštel Gomilici stanuje 4 811 stanovnika.
Broj stanovnika konstantno se povećava kao i na cijelom području Grada Kaštela.
| broj stanovnika | 404   | 437   | 462   | 471   | 565   | 609   | 609   | 638   | 621   | 1209  | 1607  | 2315  | 3010  | 3678  | 4075  | 4881  | 4699  |
|                 | 1857. | 1869. | 1880. | 1890. | 1900. | 1910. | 1921. | 1931. | 1948. | 1953. | 1961. | 1971. | 1981. | 1991. | 2001. | 2011. | 2021. |

## Gospodarstvo
U Kaštel Gomilici je smještena i Marina Kaštela čija je izgradnja započela 2002. godine i koja danas ima gotovo 400 pristaništa.
Također nedaleko od "Marine Kaštela" nalazi se još jedna luka ,luka Giričić.

## Šport
- NK GOŠK Kaštel Gomilica
- OK Marina Kaštela Kaštel Gomilica
- RK Kaštela Kaštel Gomilica